# Camptomorpha titana
Camptomorpha titana är en mångfotingart som först beskrevs av Kraus 1956.  Camptomorpha titana ingår i släktet Camptomorpha och familjen Chelodesmidae. Inga underarter finns listade i Catalogue of Life.